# Mouriri rhizophorifolia
Mouriri rhizophorifolia är en tvåhjärtbladig växtart som först beskrevs av Dc., och fick sitt nu gällande namn av George Gardner. Mouriri rhizophorifolia ingår i släktet Mouriri och familjen Melastomataceae. Inga underarter finns listade i Catalogue of Life.